# Rodrigo José Rodrigues
Rodrigo José Rodrigues (Celorico de Basto, 28 de setembro de 1879 — Macau, 18 de janeiro de 1963), mais conhecido apenas por Rodrigo Rodrigues, foi um médico militar, administrador colonial e político que exerceu funções de destaque durante a Primeira República Portuguesa. Foi capitão-médico do Exército do Ultramar, Ministro do Interior (1913-1914), governador civil do Distrito de Aveiro e do Distrito do Porto, deputado (1913; 1918-1922), vogal do Conselho Colonial, governador de Macau (1922-1924) e adido da legação de Portugal na Sociedade das Nações (1924-1927).

## Biografia
Rodrigo José Rodrigues, nasceu em Celorico de Basto, no dia 28 de setembro de 1879 e faleceu a 18 de janeiro de 1963, em Macau, na China.
Rodrigo Rodrigues foi médico em Cabo Verde e Goa e professor da Escola Médica de Goa antes de 1910.
Foi governador civil do Distrito de Aveiro e do Distrito do Porto em 1910 e 1911. Deputado de 1913 a 1918. Ministro do interior do governo de Afonso Costa, de 9 de Janeiro de 1913 a 9 de Fevereiro de 1914.
Foi director da Penitenciária de Lisboa até ao sidonismo. Inspector de prisões em 1919. Governador de Macau de 1922 a 1924.
Participou na delegação portuguesa da Sociedade das Nações de 1925 a 1927.

## Obras publicadas
Rodrigo Rodrigues é autor das seguintes obras:
- Macau. O Problema Português no Extremo Oriente, 1925
- Álvaro de Castro. Definição da sua Personalidade e Época, 1940